# Nora Okja Keller
Nora Okja Keller, geboren als Nora Okja Cobb (* 22. Dezember 1965 in Seoul, Republik Korea) ist eine US-amerikanische Autorin koreanischer Abstammung.

## Leben
Keller ging mit ihrer Mutter, der Koreanerin Tae Im Beane, im Alter von drei Jahren nach Hawaii. Ihr leiblicher Vater ist Robert Cobb, ein deutschstämmiger Computeringenieur. Sie schloss die Punahou School ab und ging dann an die University of Hawai'i, wo sie mit dem Bachelor in den Fächern Psychologie und Englisch abschloss. Während ihres Studiums lernte sie den Begriff Asian American kennen und befasste sich mit US-amerikanischen Autorinnen wie Maxine Hong Kingston und Jade Snow Wong sowie der kanadischen Schriftstellerin Joy Kogawa.
In der Folgezeit arbeitete Keller als freie Journalistin unter anderem für die Tageszeitung Honolulu Star-Bulletin, bevor sie an der kalifornischen University of California, Santa Cruz den Abschluss in Literaturwissenschaften als Master of Arts (MA) machte und promovierte.
Keller ist seit 1990 mit James Keller verheiratet. Das Paar hat zwei Töchter. Keller arbeitet als Englischlehrerin an ihrer alten Schule, der Punahou School.

## Werk
Die beiden Romane der Autorin Comfort Woman (1997) und Fox Girl aus dem Jahre 2002 befassen sich mit dem Trauma der koreanischen Frauen, welche im Zweiten Weltkrieg von der Armee des japanischen Kaiserreichs gezwungen wurden, als Prostituierte für japanische Soldaten und Offiziere zu dienen. Ihre euphemistische Bezeichnung war Comfort Women (Trostfrauen). Der erste Roman wurde international gelobt, unter anderem auch von der Literaturkritikerin Michiko Kakutani in The New York Times

## Ehrungen und Auszeichnungen
- 1995: Pushcart Prize für die Kurzgeschichte Mother-Tongue, die als das zweite Kapitel in den Roman Comfort Woman einfloss.
- 1998: American Book Award für Comfort Woman.
- 1998: den hawai'ianischen Elliot Cades Award for Literature für denselben Roman.
- 2003: Hawai'i Award for Literature

## Veröffentlichungen
- Comfort Woman. Viking, New York City 1997, ISBN 0-670-87269-5.
  - Die Trostfrau, Roman. Diana Verlag im Heyne Verlag, München/Zürich 1999, ISBN 3-453-15019-8.
- Fox Girl. Viking, New York City 2002, ISBN 0-670-03073-2.

als Herausgeberin
- zusammen mit Marie Hara: Intersecting Circles: The Voices of Hapa Women in Poetry and Prose. Bamboo Ridge Press, Honolulu, Hawai'i, USA 1999.
- Yobo: Korean American Writing in Hawai'i. Bamboo Ridge Press, Honolulu, Hawai'i, USA 2003, ISBN 0-910043655.